# STS-126
STS-126 e сто и двадесет и четвъртата мисия на НАСА по програмата Спейс шатъл, двадесет и втори полет на совалката Индевър, полет ULF2 (27-а на совалката) към Международната космическа станция (МКС).

## Екипаж

### При старта

#### На совалката
| Пост                    | Астронавт                                          |
| ----------------------- | -------------------------------------------------- |
| Командир                | Кристофър Фергюсън втори космически полет          |
| Пилот                   | Ерик Боу първи космически полет                    |
| Специалист на мисията 1 | Хайдемари Стефанишин-Пайпър втори космически полет |
| Специалист на мисията 2 | Стивън Боуен първи космически полет                |
| Специалист на мисията 3 | Доналд Петит втори космически полет                |
| Специалист на мисията 4 | Робърт Кимбро първи космически полет               |

#### ОтЕкспедиция 18
| Пост          | Астронавт                            |
| ------------- | ------------------------------------ |
| Бординженер 2 | Сандра Магнус втори космически полет |

### При кацането
Екипажът на совалката плюс бординженерът от първия етап на Експедиция 18 на МКС
| Пост          | Астронавт                              |
| ------------- | -------------------------------------- |
| Бординженер 2 | Грегъри Шамитоф първи космически полет |

- Първоначално в екипажа е включена Джоан Хигинботъм. След решението и да напусне НАСА на нейното място е включен Доналд Петит;
- Стивън Боуен е включен първоанчално в екипажа на мисия STS-124, но е преместен в този, за да може да се направи смяната на Грегъри Шамитоф с Гарет Райсмън в екипажа на МКС;
- Броят на полетите е преди и включително тази мисия.

## Полетът
Основната цел на мисия STS-126 е доставка на борда на МКС оборудване и материали за продължаване на нейната работа. Всички материали се намират в Многофункционалния товарен модул "Леонардо, който се намирал в товарния отсек на совалката. Сред товарите, доставени в космоса са: втора тоалетна за екипажа, втора „бягаща пътечка“, оборудване за регенерация на вода, подгревател за храна, хладилна камера за експериментални материали и др. Общото тегло на полезния товар е около 6,35 тона, а теглото на модула с товара е около 12,5 тона, което го прави най-тежкият товар, доставен някога в орбита от совалка.
Извършени са и четири планирани излизания в открития космос за ремонт на механизма за въртене на слънчевите панели на ферма S3, прибран е в товарния отсек празен азотен резервоар, инсталиране на GPS-антена и телевизионна камера на модула „Кибо“, отстраняване на защитен капак на модула за монтаж на външна експериментална платформа и начини за нейното закрепване и др.
Други цели на полета:
- подмяна на бординженер-2 от екипажа на станцията;
- връщане на оборудване и доставка на Земята на експерименти, извършени на МКС;
- монтаж и връщане на Земята на проба за анализ на регенерирана вода.

В случай на повреда на совалката „Индевър“ при старта и невъзможност за нейното безопасно завръщане на Земята, се предвиждало екипажът да остане на МКС и да дочака спасителната експедиция (STS-319), която ще се проведе със совалката Дискавъри. Тази мярка е предвидена в съответствие с препоръките на комисията, която провеждала разследването на обстоятелствата около катастрофата на совалката „Колумбия“.
Мисията е първата и последната кацнала на писта 04 в базата „Едуардс“. Това се налага тъй като основната е в ремонт, а в района на Космическия център „Кенеди“ метеорологичните условия са неблагоприятни. Три дни по-късно совалката е върната в КЦ „Кенеди“.

## Параметри на мисията
- Маса на совалката:
  - при старта: 121 061 кг
  - при приземяването: 101 343 кг
- Маса на полезния товар: 17 370 кг
- Перигей: 343 км
- Апогей: 350 км
- Инклинация: 51,6°
- Орбитален период: 91.6 мин

Скачване с „МКС“
- Скачване: 13 март 2008, 03:49 UTC
- Разделяне: 25 март 2008, 00:25 UTC
- Време в скачено състояние: 11 денонощия, 16 часа, 46 минути.

### Космически разходки
| № | Участници                                   | Начало                    | Край                      | Продължителност  |
| - | ------------------------------------------- | ------------------------- | ------------------------- | ---------------- |
| 1 | Хайдемари Стефанишин-Пайпър и Стивън Боуен  | 18 ноември 2008 18:09 UTC | 19 ноември 2008 01:01 UTC | 6 часа 52 минути |
| 2 | Хайдемари Стефанишин-Пайпър и Робърт Кимбро | 20 ноември 2008 17:58 UTC | 21 ноември 2008 00:43 UTC | 6 часа 45 минути |
| 3 | Хайдемари Стефанишин-Пайпър и Стивън Боуен  | 22 ноември 2008 18:01 UTC | 23 ноември 2008 00:58 UTC | 6 часа 57 минути |
| 4 | Стивън Боуен и Робърт Кимбро                | 24 ноември 2008 18:24 UTC | 25 ноември 2008 00:31 UTC | 6 часа 7 минути  |

## Галерия
- Совалката на стартовата площадка.
- Старта на совалката (видеофайл).
- Совалката приближава станцията за скачване
- Първото излизане в космоса: Хайдемари Стефанишин-Пайпър „пренася“ азотния резервоар.
- Снимка на двата екипажа.
- Втората космическа разходка.
- Стивън Боуен по време на четвъртата „космическа разходка“.
- Приземяването на совалката
- На път за дома.